# Дімаш Ахімов
Дінмухамед Тлеулесович Ахі́мов (нар. 8 серпня 1948, селище Актогай, Семипалатинська область), відомий як Дімаш Ахімов — радянський і казахстанський актор кіно, заслужений артист Казахської РСР (1990), кавалер орденів Курмет (2008) та Парасат (2016), член Спілки кінематографістів СРСР (1982).

## Біографія
Після закінчення двох-річного курсу навчання в кіностудії «Казахфільм», Дімаш Ахімов починає зніматися в кіно з 1968 р. У 1970 р. він вступає на акторське відділення у Всесоюзному державному інституті кінематографії (Москва) на курс Бориса Бабочкіна і в 1974 році успішно закінчує його. Дипломною роботою була головна роль у п'єсі «Отелло» Вільяма Шекспіра, а також роль городничого в п'єсі «Ревізор» Микола Гоголя. У 1987 р. він вступає на режисерський факультет в Казахську національну академію мистецтв імені Т. К. Жургенова Казахську національну академію мистецтв імені Т. К. Жургенова, яку завершує в 1990 р.
Протягом 48 років кар'єри актора він знявся у більш ніж 100 фільмах і серіалах на 13 студіях у країнах колишнього СРСР, а також за їх межами: Чехословаччина, Польща, Німеччина , Італія, Швейцарія, Франція, Японія, Індія, Іран та інших. На даний момент проживає в Алмати, Казахстан.
Його робота в кіноіндустрії була оцінена нагородою «Заслуженого артиста Казахської РСР» в 1990 р., а в 2008 р. — «Орденом Курмет» У 2014 році, подолавши мовний бар'єр, виконав роль гіда в серіалі «Марко Поло» виробництва The Weinstein Company Через рік, Дімаш виконав роль кримінального авторитету Бузаубаса у фільмі Нуртаса Адамбаєва «Втеча з аула. Операція Махаббат» А в 2016 р. зіграв роль Правителя Могулістана Есен-Буга у фільмі «Казахське ханство»

## Фільмографія
Фільми та серіали за участю Дімаша Ахімова.
- Кыз-Жибек
- Подорож у дитинство
- Янгол в тюбетейці
- Кінець отамана
- Сіль і хліб
- Сибірський дід
- Дивини
- Балапан
- Кидок, або Все почалося в суботу
- Алпамис йде до школи
- Літо у зоопарку
- Кусен Кусеке
- Операція «Весілля»
- Наречена
- Анзія
- Одного разу на все життя
- Раушан
- Степові оповідання
- У ніч місячного затемнення
- Смак хліба
- Кров і піт
- Щит міста
- Десант під хмарами
- Процес
- Сільська мозаїка
- Гонці поспішають
- Золота осінь
- Пора дзвінкого спеки
- Ми — дорослі
- Останній перехід
- Добродій
- Неможливі діти
- До побачення, Медео!
- Талісман іноходця
- Червона юрта
- Дитячий час війни
- Буранна ніч
- Козеріг
- Дім під місяцем
- Спокупи вину
- Довгий чумацький шлях
- Перегін
- Диня
- Бійся, вороже, дев'ятого сина
- Нащадок білого барсу
- Прийміть Адама!
- Срібна вуздечка
- Людський фактор
- Мій будинок на зелених пагорбах
- Людина-олень
- Кульгавий дервіш
- Чайть ім'я своє
- Слаба жінка
- Турксиб
- Час жити
- Петр Великий
- Хто ти, вершнику?
- Полин
- Зять із провінції
- Шанирак
- Казка про прекрасну Айсулу
- Притулок для повнолітніх
- Балкон
- Куланеня
- Смерч
- Переслідування
- Бейбарис
- Пришелец
- Латиші?!
- Загибель Кулана
- Східний коридор, або Рекет по…
- Кайсар
- Повелитель Темряви
- Загибель Отрара
- Гангстери в океані
- Людожер
- Винахідник Фараона
- Кодекс мовчання 2: Слід чорної риби
- Імом аль-Бухарі
- Абай
- Шанхай
- Ба-Бо-Бу
- Великий Тимур
- Чарівний спонсор
- Місяковий тато
- Сага древніх булгар
- Людина-вітер
- Махамбет
- Поліція Хоккайдо. Російський відділ
- Срібло (Шлях на Мангазею)
- Населений острів
- Книга легенд: Таємничий ліс
- Чекаючи на море
- Жаужурек мін бала
- Важко бути богом
- Паралельні світи
- Кохання тракториста
- Санжар мен Кайсар
- Стара
- Марко Поло
- Жол / Шлях боксера
- Втеча з аулу. Операція «Махаббат»
- Казахське Ханство

## Сім'я
- Син — Ахімов Темірлан, підприємець.
- Дочка — Ахімова Айсулу, психолог.